# (6430) 1964 UP
(6430) 1964 UP es un asteroide perteneciente al cinturón de asteroides, región del sistema solar que se encuentra entre las órbitas de Marte y Júpiter, descubierto el 30 de octubre de 1964 por el equipo del Observatorio de la Montaña Púrpura desde el Observatorio de la Montaña Púrpura, Nankín (China).

## Designación y nombre
Designado provisionalmente como 1964 UP. 

## Características orbitales
1964 UP está situado a una distancia media del Sol de 2,163 ua, pudiendo alejarse hasta 2,482 ua y acercarse hasta 1,844 ua. Su excentricidad es 0,147 y la inclinación orbital 3,216 grados. Emplea 1161,62 días en completar una órbita alrededor del Sol.

## Características físicas
La magnitud absoluta de 1964 UP es 14,34. Tiene 5,169 km de diámetro y su albedo se estima en 0,182. 